# Pilea chiapensis
Pilea chiapensis är en nässelväxtart som beskrevs av Ellsworth Paine Killip. Pilea chiapensis ingår i släktet pileor, och familjen nässelväxter. Inga underarter finns listade i Catalogue of Life.